# Alpamayo
Alpamayo (possiblement del Quítxua allpa Terra, mayu riu, "riu de la Terra") o Shuyturaju és un dels pics més conspicus de la Cordillera Blanca dels Andes del Perú
El juliol del 1966, la revista alemanya Alpinismus va publicar una fotografia d'Alpamayo presa pel fotògraf nord-americà Leigh Ortenburger acompanyada d'un article sobre una enquesta entre experts en muntanya, que va triar Alpamayo com "La muntanya més bella del món"
.